# Contes et nouvelles en vers
Contes et nouvelles en vers est un recueil de divers contes et nouvelles grivois, recueillis et versifiés par Jean de La Fontaine et publiés en trois parties par Claude Barbin, en 1665, 1666 et 1671. 
Pour écrire ces contes, La Fontaine s'est inspiré de plusieurs œuvres françaises et italiennes des XVe et XVIe siècles, dont le Décaméron de Giovanni Boccace, Roland furieux de L'Arioste, le recueil anonyme des Cent Nouvelles Nouvelles et l'œuvre de Bonaventure Des Périers.

## Les contes de la Fontaine
La crispation religieuse de la fin du règne de Louis XIV, et plus tard la pudibonderie du XIXe siècle, ont mis dans l’ombre ces contes licencieux dont le défi poétique consiste à jouer de l'implicite pour ne pas nommer la sexualité, à « dire sans dire », dans un jeu de dérobade et de provocation reposant sur la complicité du lecteur. 
Deux recueils de contes et nouvelles en vers, dont les canevas licencieux sont tirés notamment de Boccace et des Cent nouvelles nouvelles, paraissent en 1665 et 1666. Continuation de cette expérience narrative mais sous une forme brève et, cette fois, respectant la morale, les Fables choisies et mises en vers, dédiées au Grand Dauphin, paraissent en 1668.
Auparavant, bien qu'au service de Nicolas Fouquet et même s'il est connu à ce titre, il n'a encore rien vendu de sa production littéraire ; L'Eunuque (1654) passe inaperçu, Adonis (1658) ne paraîtra qu'en 1669, Les Rieurs du Beau-Richard (1659) est destiné à moquer les habitants de Château-Thierry, Élégie aux nymphes de Vaux (1660) et l'Ode au roi (1663) sont publiées clandestinement sur feuille volante. 
La Fontaine connaît ses premiers succès littéraires grâce à ces contes qualifiés de licencieux, libertins, coquins, grivois, lestes, érotiques ou encore gaillards. Il s'inscrit dans une vieille tradition littéraire mais le fait à sa manière, en transformant les contes grossiers en œuvres plus raffinées. Il prend ainsi soin d'emprunter des détours, de suggérer, de voiler ses propos pour les rendre plus amusants. 
Dès la sortie de son premier recueil de contes, les critiques applaudissent et le succès est tel qu'il faut réimprimer l'ouvrage par deux fois au cours de l'année. La Fontaine devient célèbre, avec une réputation particulière : il est qualifié d'excellent conteur doublé d'un esprit libre et original.
La Fontaine a mené simultanément cette activité de conteur à celle de fabuliste, jusqu'à joindre des contes à son ultime recueil de fables de 1693.

## Contenu desContes et nouvelles en vers

### Première partie (1665)

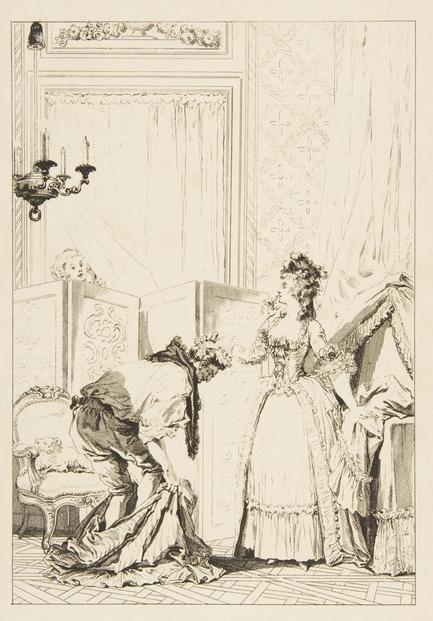
Le cocu battu et content, par Jean-Louis Delignon (v. 1795), d'après Jean-Honoré Fragonard.

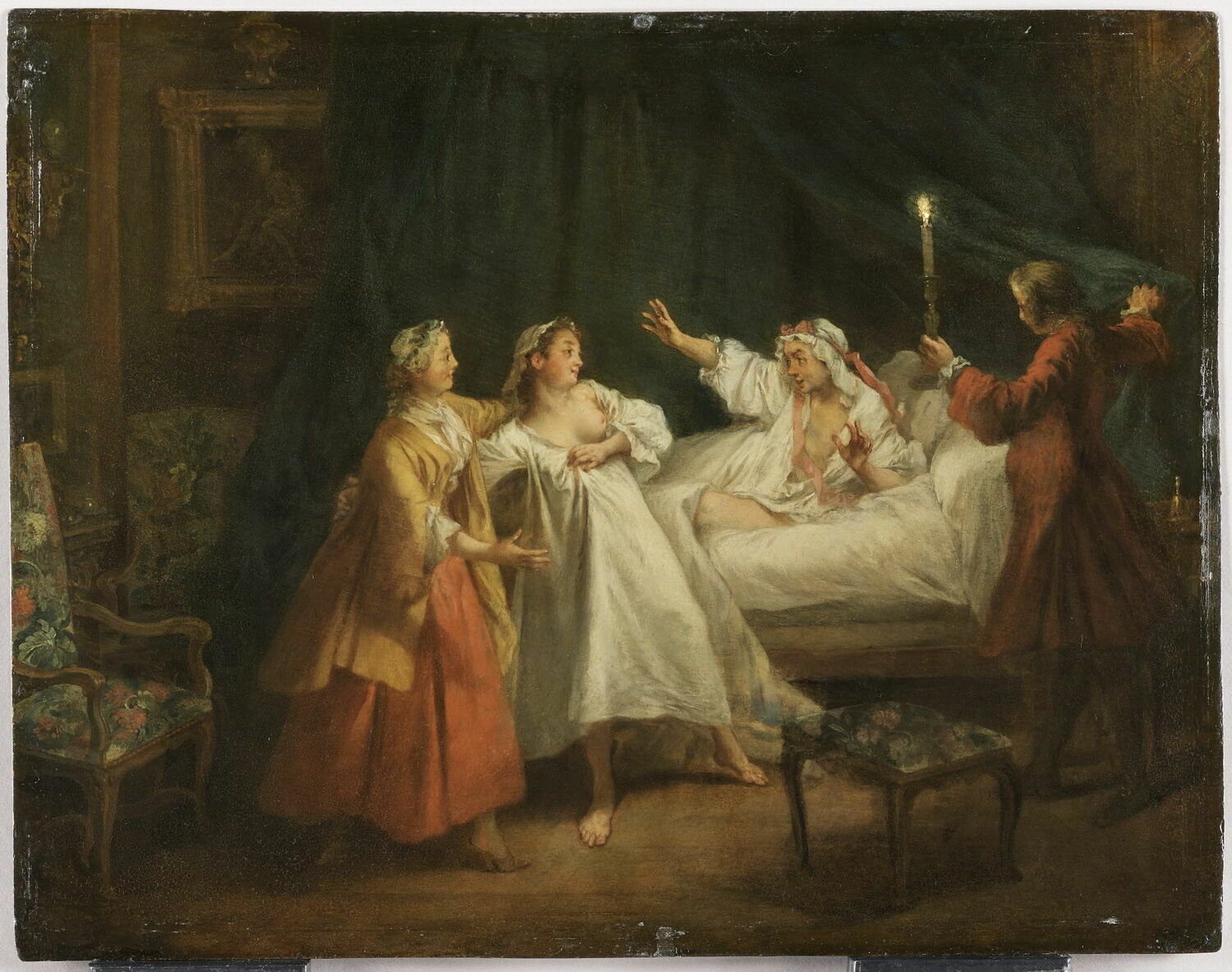
Le gascon puni, par Nicolas Lancret (v. 1738).

- Joconde, nouvelle tirée de l'Arioste.
- Richard Minutolo, nouvelle tirée de Bocace.
- Le cocu battu et content, nouvelle tirée de Bocace.
- Le mari confesseur, conte tiré des Cent nouvelles nouvelles.
- Conte d'une Chose arrivée à C.
- Conte tiré d'Athénée.
- Autre Conte tiré d'Athénée.
- Conte de ***.
- Conte du Juge de Mesle.
- Conte d'un Paysan qui avoit offensé son Seigneur.
- Imitation d'un livre intitulé « Les Arrêts d'amours ».
- Les Amours de Mars et de Vénus.
- Ballade.

### Deuxième partie (1666)

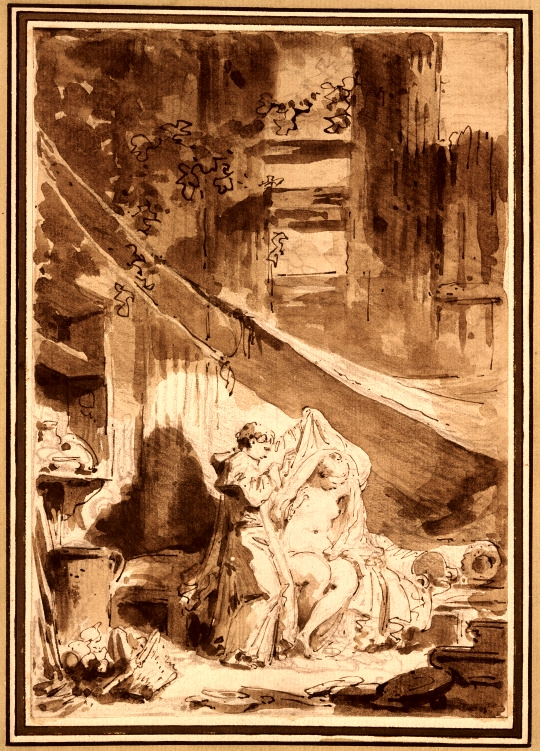
L'hermite, par Jean-Honoré Fragonard.

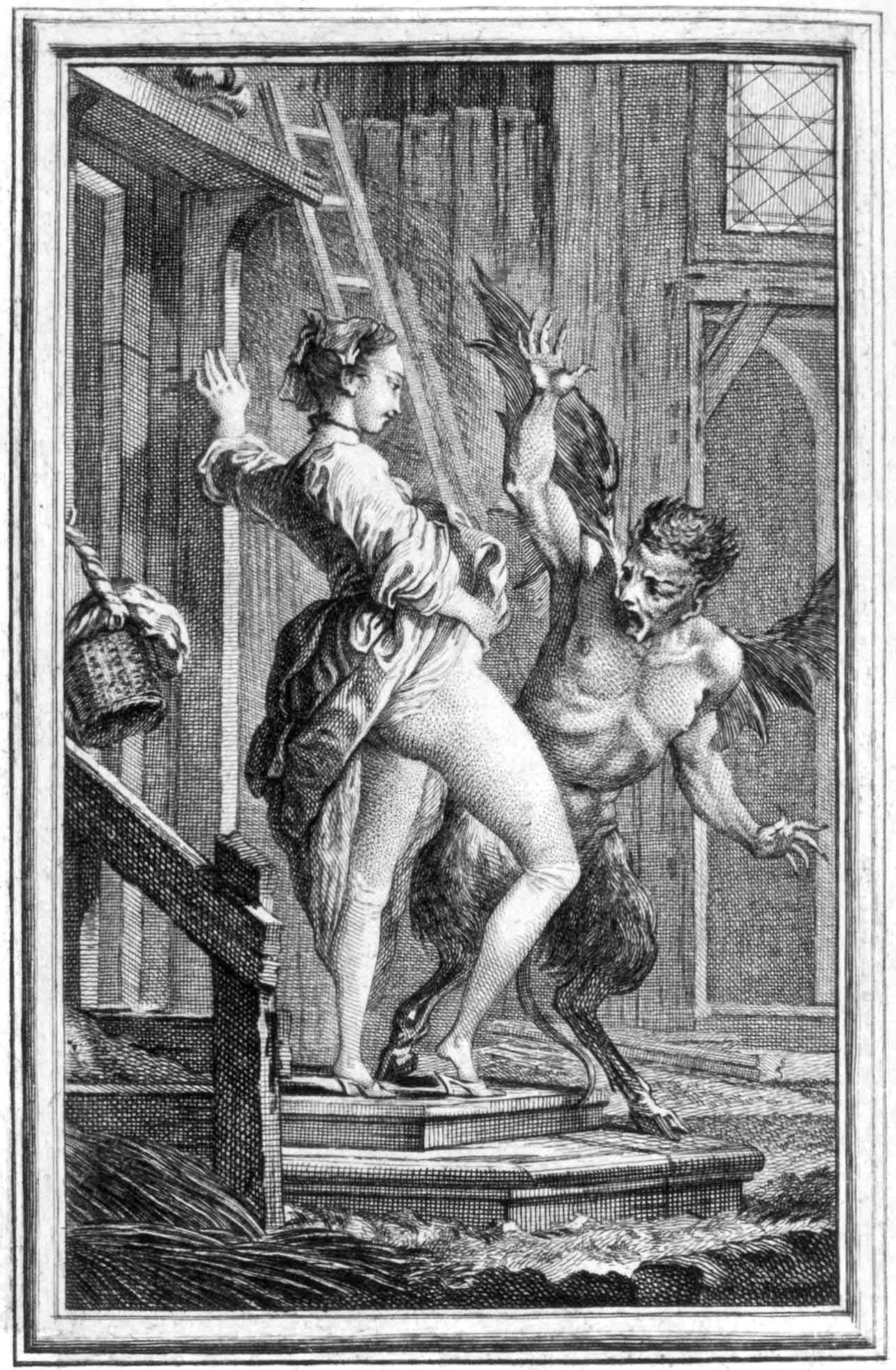
Le diable de Papefiguière, par Charles Eisen (1896).

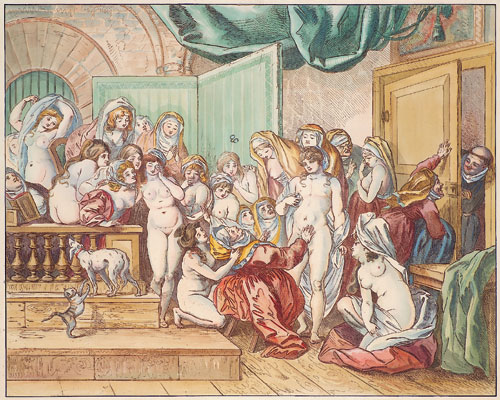
Les lunettes, par Johann Heinrich Ramberg (1800).

- Le Faiseur d'oreilles et le raccommodeur de moules
- Les Frères de Catalogne
- Le Berceau
- Le Muletier
- L'Oraison de Saint Julien
- La Servante justifiée
- La Gageure des trois commères
- Le Calendrier des vieillards
- A Femme avare galant escroc
- On ne s'avise jamais de tout
- Le Villageois qui cherche son veau
- L'Anneau d'Hans Carvel
- Le Gascon puni
- La Fiancée du roi de Garbe
- L'Hermite
- Mazet de Lamporechio

### Troisième partie (1671)
- Les Oies de frère Philippe
- La Mandragore
- Les Rémois
- La Coupe enchantée
- Le Faucon
- La Courtisane amoureuse
- Nicaise
- Le Bât
- Le Baiser rendu
- Epigramme
- Imitation d'Anacréon
- Autre imitation d'Anacréon
- Le Différend de Beaux Yeux et de Belle Bouche
- Le Petit Chien qui secoue de l'argent et des pierreries
- Clymène

### Nouveaux Contes (1674)
- Comment l'esprit vient aux filles
- L'Abbesse
- Les Troqueurs
- Le Cas de conscience
- Le Diable de Papefiguière
- Féronde ou le purgatoire
- Le Psautier
- Le Roi Candaule, et le maître en droit

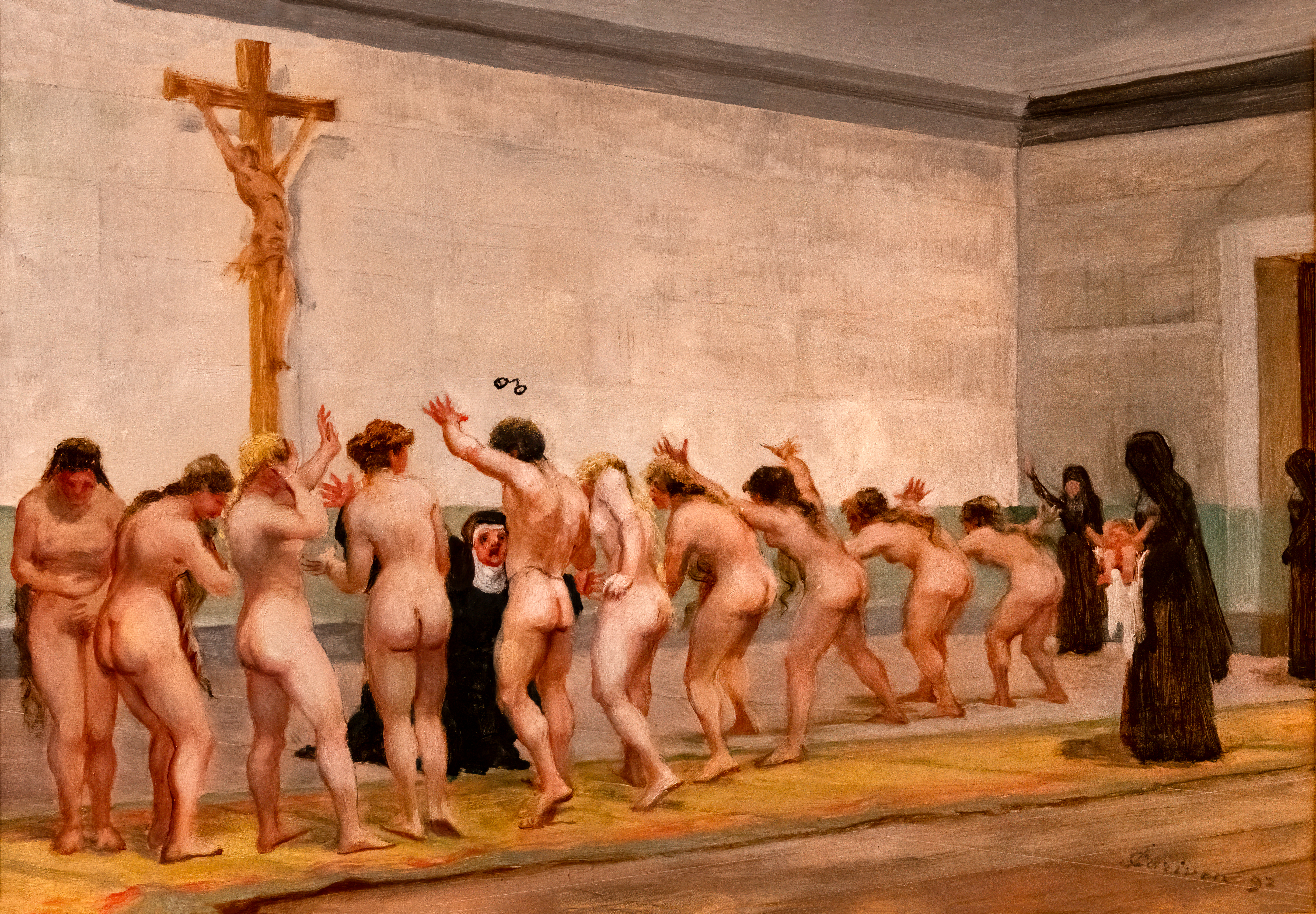
Les Lunettes (1892) - Jean-Baptiste Cariven

- Le Diable en enfer

- La Jument du compère Pierre
- Pâté d'anguille
- Les Lunettes  Les Lunettes (1892) - Jean-Baptiste Cariven
- Janot et Catin
- Le Cuvier
- La Chose impossible
- Le Magnifique
- Le Tableau

### Derniers Contes

#### Contes publiés en 1682
- La Matrone d'Ephèse
- Belphégor

#### Contes publiés en 1685
- La Clochette
- Le Fleuve Scamandre
- La Confidente sans le savoir, ou le stratagème
- Le Remède
- Les Aveux indiscrets

### Contes posthumes
- Les Quiproquos
- Conte tiré d'Athénée

## Éditions
- Nouvelles en vers tirée (sic) de Bocace (sic) et de l'Arioste par M. de L. F., Paris, Claude Barbin, 1665.
- Contes et nouvelles en vers de M. de La Fontaine, C. Barbin, 1665 lire en ligne sur Gallica
- Deuxiesme partie des Contes et nouvelles en vers, de M. de La Fontaine, C. Barbin, 1666 lire en ligne sur Gallica
- Contes et nouvelles en vers, de M. de La Fontaine. 3e partie, C. Barbin, 1671
- Contes et nouvelles en vers, ed. Pierre Clarac, Belles Lettres, 1961
- Contes et nouvelles en vers, ed. Jean-Pierre Collinet et Nicole Ferrier, Paris, Flammarion, collection "GF", 1980
- Contes et nouvelles en vers, ed. Alain-Marie Bassy, Gallimard, collection « Folio classique », 1982  (ISBN 978-2-07-037404-5)
- Contes et nouvelles en vers, ed. Georges Couton, Classiques Garnier, coll. « Classiques Jaunes » n° 471, 1985  (ISBN 978-2-8124-1843-3)

## Autres contes
Les contes de La Fontaine ultérieurs aux trois premières parties sont tirés de différentes publications et ont par la suite été compilés dans des éditions complètes.
- Nouveaux contes de M. de La Fontaine, Mons, Gaspar Migeon, 1674 lire en ligne sur Gallica
- Poème du quinquina et autres ouvrages en vers, Denis Thierry et Claude Barbin, 1682 lire en ligne sur Gallica
- Les Ouvrages de prose et de poésie des Sieurs de Maucroy et de La Fontaine, Paris, Claude Barbin, 1685